# Hokejová reprezentace Čech v sezóně 1908/1909
Vznik hokejové reprezentace Čech se datuje na začátek roku 1909, kdy bylo rozhodnuto na právě založeném českém hokejovém svazu, že na turnaj Chamonix nepojede SK Slavia Praha, které byla adresována pozvánka, ale přímo svazová reprezentace. Na turnaji Hokejoví mušketýři, jak je ve svých vzpomínkách pokřtil Jan Palouš, sice prohráli všechny střetnutí, ale získali cenné zkušenosti s kanadským hokejem. Cestou domů z turnaje sehráli reprezentanti ještě dvě utkání se švýcarskými kluby. S CP Lausanne prohráli 0:2, ale s Les Avants stejným výsledkem zvítězili.

## Přehled mezistátních zápasů
| Pořadí | Datum                      | Soupeř         | Výsledek        | Soutěž                 | Místo utkání |
| 1.     | 23. ledna 1909             | Francie        | 1:8 (0:5, 1:3)  | Turnaj v Chamonix 1909 | Chamonix     |
| 2.     | 24. ledna 1909 (dopoledne) | Švýcarsko      | 2:8 (1:2, 1:6)  | Turnaj v Chamonix 1909 | Chamonix     |
| 3.     | 24. ledna 1909 (odpoledne) | Velká Británie | 0:11 (0:4, 0:7) | Turnaj v Chamonix 1909 | Chamonix     |
| 4.     | 25. ledna 1909             | Belgie         | 1:4 (0:2, 1:2)  | Turnaj v Chamonix 1909 | Chamonix     |

## Bilance sezóny 1908/09
| Soupeř         | Zápasy | Výhry | Remízy | Prohry | Skóre |
| -------------- | ------ | ----- | ------ | ------ | ----- |
| Belgie         | 1      | 0     | 0      | 1      | 1:4   |
| Francie        | 1      | 0     | 0      | 1      | 1:8   |
| Švýcarsko      | 1      | 0     | 0      | 1      | 2:8   |
| Velká Británie | 1      | 0     | 0      | 1      | 0:11  |
| Celkem         | 4      | 0     | 0      | 4      | 4:31  |

## Reprezentovali v sezóně 1908/09
| Post     | Hráč             | Zápasy | Branky | Klub            |
| -------- | ---------------- | ------ | ------ | --------------- |
| Brankáři | Josef Gruss      | 2      | 16     | SK Slavia Praha |
|          | Miloslav Potůček | 2      | 15     | KC Ruch         |

| Post     | Hráč               | Zápasy | Branky | Klub            |
| -------- | ------------------ | ------ | ------ | --------------- |
| Obránci  | Jan Fleischmann    | 4      | 0      | SK Slavia Praha |
|          | Boleslav Hammer    | 4      | 0      | SK Slavia Praha |
| Záložník | Ctibor Malý        | 4      | 0      | SK Slavia Praha |
| Útočník  | Jaroslav Jarkovský | 4      | 1      | SK Slavia Praha |
|          | Jan Pallausch      | 4      | 1      | Akademický SK   |
|          | Otakar Vindyš      | 4      | 2      | SK Slavia Praha |

## Další zápasy reprezentace
| Datum          | Soupeř                  | Výsledek | Soutěž    | Místo utkání             |
| 27. ledna 1909 | Skating Club Les Avants | 2:0      | přátelsky | Les Avants sur Mantreux  |
| 28. ledna 1909 | CP Lausanne             | 0:2pp    | přátelsky | Sainte-Catherine (Jorat) |

 Čechy –  Skating Club Les Avants 2:0
27. ledna 1909 – Les Avants

Branky Čech: Jaroslav Jarkovský, Jan Fleischmann.